# 6599 Tsuko
6599 Tsuko eller 1988 PV är en asteroid i huvudbältet som upptäcktes den 8 augusti 1988 av de båda japanska astronomerna Kazuro Watanabe och Kin Endate vid Kitami-observatoriet. Den är uppkallad efter japanske astronomen Tsukō Nakamura.
Asteroiden har en diameter på ungefär 3 kilometer och den tillhör asteroidgruppen Flora.